# Campeonato Brasileiro de Futebol de 1984
O Campeonato Brasileiro de Futebol de 1984, originalmente denominado Copa Brasil pela CBF, foi a 29.ª edição do Campeonato Brasileiro e foi vencido pelo Fluminense, que assim conquistou seu segundo título de campeão brasileiro, já que o título do Torneio Roberto Gomes Pedrosa de 1970 foi oficializado pela CBF em 2010, exatamente como fazia em seus boletins oficiais entre 1971 e 1973, excluindo esta informação a partir de Boletim de 1974.

## Participantes
O meio de classificação para a disputa do torneio nacional continuava a ser por meio dos campeonatos estaduais e isso gerava muitas reclamações, por este motivo a Confederação Brasileira de Futebol reservou duas vagas para os clubes que, apesar de terem bom retrospecto no brasileiro, tivessem ido mal nos estaduais do ano anterior. Deste modo os beneficiados da temporada foram o Vasco da Gama(apenas o sétimo colocado no Campeonato Carioca) e o Grêmio FBPA (terceiro colocado no Campeonato Gaúcho).
| Equipe              | Cidade         | Estado | Classificação                      | Título(s)                                  |
| ------------------- | -------------- | ------ | ---------------------------------- | ------------------------------------------ |
| ABC                 | Natal          | RN     | Campeão potiguar de 1983           | 0 (não possui)                             |
| America             | Rio de Janeiro | RJ     | 4º colocado do carioca de 1983     | 0 (não possui)                             |
| Anapolina           | Anápolis       | GO     | Vice-campeão goiano de 1983        | 0 (não possui)                             |
| Atlético Mineiro    | Belo Horizonte | MG     | Campeão mineiro de 1983            | 2 (1937, 1971)                             |
| Atlético Paranaense | Curitiba       | PR     | Campeão paranaense de 1983         | 0 (não possui)                             |
| Auto Esporte-PI     | Teresina       | PI     | Campeão piauiense de 1983          | 0 (não possui)                             |
| Bahia               | Salvador       | BA     | Campeão baiano de 1983             | 1 (1959)                                   |
| Bangu               | Rio de Janeiro | RJ     | 3º colocado do carioca de 1983     | 0 (não possui)                             |
| Botafogo            | Rio de Janeiro | RJ     | 5º colocado do carioca de 1983     | 1 (1968)                                   |
| Brasil de Pelotas   | Pelotas        | RS     | Vice-campeão gaúcho de 1983        | 0 (não possui)                             |
| Brasília            | Brasília       | DF     | Campeão brasiliense de 1983        | 0 (não possui)                             |
| Catuense            | Catu           | BA     | Vice-campeão baiano de 1983        | 0 (não possui)                             |
| Operário VG         | Várzea Grande  | MT     | Campeão mato-grossense de 1983     | 0 (não possui)                             |
| Confiança           | Aracaju        | SE     | Campeão sergipano de 1983          | 0 (não possui)                             |
| Corinthians         | São Paulo      | SP     | Campeão paulista de 1983           | 0 (não possui)                             |
| Coritiba            | Curitiba       | PR     | Vice-campeão paranaense de 1983    | 0 (não possui)                             |
| CRB                 | Maceió         | AL     | Campeão alagoano de 1983           | 0 (não possui)                             |
| Cruzeiro            | Belo Horizonte | MG     | Vice-campeão mineiro de 1983       | 1 (1966)                                   |
| Ferroviário         | Fortaleza      | CE     | Vice-campeão cearense de 1983      | 0 (não possui)                             |
| Flamengo            | Rio de Janeiro | RJ     | Vice-campeão carioca de 1983       | 3 (1980, 1982, 1983)                       |
| Fluminense          | Rio de Janeiro | RJ     | Campeão carioca de 1983            | 1 (1970)                                   |
| Fortaleza           | Fortaleza      | CE     | Campeão cearense de 1983           | 0 (não possui)                             |
| Goiás               | Goiânia        | GO     | Campeão goiano de 1983             | 0 (não possui)                             |
| Grêmio              | Porto Alegre   | RS     | 3º colocado do gaúcho de 1983      | 1 (1981)                                   |
| Internacional       | Porto Alegre   | RS     | Campeão gaúcho de 1983             | 3 (1975, 1976, 1979)                       |
| Joinville           | Joinville      | SC     | Campeão catarinense de 1983        | 0 (não possui)                             |
| Moto Club           | São Luís       | MA     | Campeão maranhense de 1983         | 0 (não possui)                             |
| Nacional-AM         | Manaus         | AM     | Campeão amazonense de 1983         | 0 (não possui)                             |
| Náutico             | Recife         | PE     | Vice-campeão pernambucano de 1983  | 0 (não possui)                             |
| Operário-MS         | Campo Grande   | MS     | Campeão sul-mato-grossense de 1983 | 0 (não possui)                             |
| Palmeiras           | São Paulo      | SP     | 4º colocado no paulista de 1983    | 6 (1960, 1967, 1967 RGP, 1969, 1972, 1973) |
| Portuguesa          | São Paulo      | SP     | 5º colocado no paulista de 1983    | 0 (não possui)                             |
| Rio Branco-ES       | Vitória        | ES     | Campeão capixaba de 1983           | 0 (não possui)                             |
| Santa Cruz          | Recife         | PE     | Campeão pernambucano de 1983       | 0 (não possui)                             |
| Santo André         | Santo André    | SP     | 6º colocado do paulista de 1983    | 0 (não possui)                             |
| Santos              | Santos         | SP     | 3º colocado do paulista de 1983    | 6 (1961, 1962, 1963, 1964, 1965, 1968 RGP) |
| São Paulo           | São Paulo      | SP     | Vice-campeão paulista de 1983      | 1 (1977)                                   |
| Treze               | Campina Grande | PB     | Campeão paraibano de 1983          | 0 (não possui)                             |
| Tuna Luso           | Belém          | PA     | Campeão paraense de 1983           | 0 (não possui)                             |
| Vasco da Gama       | Rio de Janeiro | RJ     | 7º colocado do carioca de 1983     | 1 (1974)                                   |

Foi mantido (pela quinta e última vez) o sistema de acesso da Série B para a Série A no mesmo ano, mas agora para apenas um clube, e diretamente para a terceira fase. O beneficiado nesta temporada foi o Uberlândia, campeão da Série B de 1984, naquele ano chamada de "Taça CBF". A medida teria sido tomada para evitar que a Segunda Divisão passasse por um boicote por parte de seus participantes.
| Equipe     | Cidade     | Estado | Classificação            | Título(s)      |
| ---------- | ---------- | ------ | ------------------------ | -------------- |
| Uberlândia | Uberlândia | MG     | Campeão da Taça CBF 1984 | 0 (não possui) |

## Primeira fase
Os 40 clubes foram organizados em oito grupos com cinco clubes em cada, jogaram em turno e returno, classificando-se os três primeiros colocados de cada grupo; o quarto colocado de cada grupo foi para a repescagem.
|  | Equipes classificadas para a segunda fase |
|  | Equipes classificadas para a repescagem   |
|  | Equipes eliminadas                        |

### Grupo A
| Pos. | Equipe        | Pts | J | V | E | D | GP | GC | SG |
| ---- | ------------- | --- | - | - | - | - | -- | -- | -- |
| 1    | São Paulo     | 11  | 8 | 4 | 3 | 1 | 16 | 8  | 8  |
| 2    | Vasco da Gama | 9   | 8 | 4 | 1 | 3 | 20 | 9  | 11 |
| 3    | Fortaleza     | 8   | 8 | 3 | 2 | 3 | 7  | 11 | -4 |
| 4    | Tuna Luso     | 8   | 8 | 2 | 4 | 2 | 6  | 15 | -9 |
| 5    | Nacional-AM   | 4   | 8 | 0 | 4 | 4 | 5  | 11 | -6 |

### Grupo B
| Pos. | Equipe           | Pts | J | V | E | D | GP | GC | SG |
| ---- | ---------------- | --- | - | - | - | - | -- | -- | -- |
| 1    | Atlético Mineiro | 12  | 8 | 5 | 2 | 1 | 18 | 5  | 13 |
| 2    | Bahia            | 9   | 8 | 3 | 3 | 2 | 9  | 11 | -2 |
| 3    | CRB              | 7   | 8 | 2 | 3 | 3 | 5  | 9  | -4 |
| 4    | Treze            | 6   | 8 | 2 | 2 | 4 | 7  | 11 | -4 |
| 5    | Bangu            | 6   | 8 | 1 | 4 | 3 | 4  | 7  | -3 |

### Grupo C
| Pos. | Equipe      | Pts | J | V | E | D | GP | GC | SG  |
| ---- | ----------- | --- | - | - | - | - | -- | -- | --- |
| 1    | Santos      | 15  | 8 | 7 | 1 | 0 | 20 | 2  | 18  |
| 2    | Fluminense  | 12  | 8 | 5 | 2 | 1 | 9  | 3  | 6   |
| 3    | ABC         | 7   | 8 | 3 | 1 | 4 | 9  | 10 | -1  |
| 4    | Ferroviário | 4   | 8 | 1 | 2 | 5 | 2  | 16 | -14 |
| 5    | Confiança   | 2   | 8 | 1 | 0 | 7 | 5  | 14 | -9  |

### Grupo D
| Pos. | Equipe      | Pts | J | V | E | D | GP | GC | SG  |
| ---- | ----------- | --- | - | - | - | - | -- | -- | --- |
| 1    | Santo André | 12  | 8 | 5 | 2 | 1 | 12 | 8  | 4   |
| 2    | Grêmio      | 12  | 8 | 5 | 2 | 1 | 19 | 7  | 12  |
| 3    | Náutico     | 10  | 8 | 4 | 2 | 2 | 10 | 8  | 2   |
| 4    | Coritiba    | 4   | 8 | 2 | 0 | 6 | 11 | 17 | -6  |
| 5    | Catuense    | 2   | 8 | 0 | 2 | 6 | 4  | 16 | -12 |

### Grupo E
| Pos. | Equipe      | Pts | J | V | E | D | GP | GC | SG  |
| ---- | ----------- | --- | - | - | - | - | -- | -- | --- |
| 1    | Flamengo    | 12  | 8 | 4 | 4 | 0 | 13 | 6  | 7   |
| 2    | Palmeiras   | 11  | 8 | 4 | 3 | 1 | 15 | 7  | 8   |
| 3    | Operário-MS | 9   | 8 | 3 | 3 | 2 | 15 | 11 | 4   |
| 4    | Goiás       | 8   | 8 | 3 | 2 | 3 | 11 | 10 | 1   |
| 5    | Brasília    | 0   | 8 | 0 | 0 | 8 | 4  | 24 | -20 |

### Grupo F
| Pos. | Equipe              | Pts | J | V | E | D | GP | GC | SG |
| ---- | ------------------- | --- | - | - | - | - | -- | -- | -- |
| 1    | America             | 11  | 8 | 4 | 3 | 1 | 11 | 7  | 4  |
| 2    | Atlético Paranaense | 9   | 8 | 3 | 3 | 2 | 10 | 8  | 2  |
| 3    | Brasil de Pelotas   | 8   | 8 | 2 | 4 | 2 | 7  | 9  | -2 |
| 4    | Rio Branco-ES       | 6   | 8 | 3 | 0 | 5 | 10 | 17 | -7 |
| 5    | Cruzeiro            | 6   | 8 | 2 | 2 | 4 | 16 | 13 | 3  |

### Grupo G
| Pos. | Equipe        | Pts | J | V | E | D | GP | GC | SG  |
| ---- | ------------- | --- | - | - | - | - | -- | -- | --- |
| 1    | Corinthians   | 10  | 8 | 3 | 4 | 1 | 9  | 4  | 5   |
| 2    | Internacional | 10  | 8 | 2 | 6 | 0 | 12 | 5  | 7   |
| 3    | Operário VG   | 7   | 8 | 2 | 3 | 3 | 10 | 11 | -1  |
| 4    | Joinville     | 7   | 8 | 2 | 3 | 3 | 6  | 7  | -1  |
| 5    | Anapolina     | 6   | 8 | 1 | 4 | 3 | 3  | 13 | -10 |

### Grupo H
| Pos. | Equipe          | Pts | J | V | E | D | GP | GC | SG |
| ---- | --------------- | --- | - | - | - | - | -- | -- | -- |
| 1    | Santa Cruz      | 11  | 8 | 4 | 3 | 1 | 11 | 6  | 5  |
| 2    | Botafogo        | 10  | 8 | 4 | 2 | 2 | 8  | 5  | 3  |
| 3    | Portuguesa      | 9   | 8 | 3 | 3 | 2 | 10 | 4  | 6  |
| 4    | Auto Esporte-PI | 6   | 8 | 3 | 0 | 5 | 10 | 17 | -7 |
| 5    | Moto Club       | 4   | 8 | 1 | 2 | 5 | 7  | 14 | -7 |

## Repescagem
A repescagem por via de regulamento foi considerada parte da 1ª fase e foi disputada pelos clubes que ficaram em 4º lugar de cada grupo da 1ª fase, estes foram dispostos em confrontos de A x B, C x D, E x F e G x H, enfrentando-se em jogo único com mando do clube melhor classificado; os 4 vencedores classificam-se para a segunda fase.
| Equipe 1  | Resultado | Equipe 2     |
| --------- | --------- | ------------ |
| Tuna Luso | 0–1       | Treze        |
| Coritiba  | 3–1       | Ferroviário  |
| Goiás     | 2–1       | Rio Branco   |
| Joinville | 2–0       | Auto Esporte |

## Segunda fase
A segunda fase foi disputada por 28 clubes (24 clubes classificados na primeira fase mais os 4 classificados na repescagem) que foram divididos em sete grupos de quatro clubes, jogando entre si dentro dos grupos, em turno e returno, classificando-se para a terceira fase os dois primeiros colocados de cada grupo mais o clube "eliminado" com melhor índice técnico.

### Grupo I
| Pos | Equipes    | Pts | J | V | E | D | GP | GC | SG | Classificação |
| --- | ---------- | --- | - | - | - | - | -- | -- | -- | ------------- |
| 1   | Fluminense | 8   | 6 | 3 | 2 | 1 | 9  | 5  | +4 | Terceira Fase |
| 2   | Goiás      | 7   | 6 | 3 | 1 | 2 | 11 | 9  | +2 | Terceira Fase |
| 3   | São Paulo  | 7   | 6 | 2 | 3 | 1 | 7  | 6  | +1 |               |
| 4   | Bahia      | 2   | 6 | 0 | 2 | 4 | 3  | 10 | -7 |               |

### Grupo J
| Pos | Equipes          | Pts | J | V | E | D | GP | GC | SG | Classificação |
| --- | ---------------- | --- | - | - | - | - | -- | -- | -- | ------------- |
| 1   | Vasco da Gama    | 7   | 6 | 3 | 1 | 2 | 10 | 3  | +7 | Terceira Fase |
| 2   | Grêmio           | 7   | 6 | 3 | 1 | 2 | 3  | 2  | +1 | Terceira Fase |
| 3   | Atlético Mineiro | 5   | 6 | 2 | 1 | 3 | 6  | 7  | -1 |               |
| 4   | Joinville        | 5   | 6 | 2 | 1 | 3 | 4  | 11 | -7 |               |

### Grupo K
| Pos | Equipes   | Pts | J | V | E | D | GP | GC | SG | Classificação |
| --- | --------- | --- | - | - | - | - | -- | -- | -- | ------------- |
| 1   | Santos    | 7   | 6 | 2 | 3 | 1 | 11 | 7  | +4 | Terceira Fase |
| 2   | Fortaleza | 7   | 6 | 2 | 3 | 1 | 7  | 8  | -1 | Terceira Fase |
| 3   | Palmeiras | 6   | 6 | 2 | 2 | 2 | 15 | 9  | +6 |               |
| 4   | CRB       | 4   | 6 | 1 | 2 | 3 | 1  | 10 | -9 |               |

### Grupo L
| Pos | Equipes             | Pts | J | V | E | D | GP | GC | SG | Classificação |
| --- | ------------------- | --- | - | - | - | - | -- | -- | -- | ------------- |
| 1   | Atlético Paranaense | 7   | 6 | 3 | 1 | 2 | 9  | 4  | +5 | Terceira Fase |
| 2   | Santo André         | 7   | 6 | 3 | 1 | 2 | 10 | 6  | +4 | Terceira Fase |
| 3   | Operário-MS         | 7   | 6 | 3 | 1 | 2 | 5  | 5  | 0  | Terceira Fase |
| 4   | ABC                 | 3   | 6 | 1 | 1 | 4 | 5  | 14 | -9 |               |

### Grupo M
| Pos | Equipes           | Pts | J | V | E | D | GP | GC | SG | Classificação |
| --- | ----------------- | --- | - | - | - | - | -- | -- | -- | ------------- |
| 1   | Portuguesa        | 8   | 6 | 3 | 2 | 1 | 7  | 3  | +4 | Terceira Fase |
| 2   | Flamengo          | 7   | 6 | 3 | 1 | 2 | 7  | 6  | +1 | Terceira Fase |
| 3   | Brasil de Pelotas | 5   | 6 | 2 | 1 | 3 | 4  | 9  | -5 |               |
| 4   | Internacional     | 4   | 6 | 1 | 2 | 3 | 5  | 5  | 0  |               |

### Grupo N
| Pos | Equipes     | Pts | J | V | E | D | GP | GC | SG | Classificação |
| --- | ----------- | --- | - | - | - | - | -- | -- | -- | ------------- |
| 1   | Coritiba    | 7   | 6 | 3 | 1 | 2 | 8  | 8  | 0  | Terceira Fase |
| 2   | America     | 7   | 6 | 3 | 1 | 2 | 11 | 7  | +4 | Terceira Fase |
| 3   | Botafogo    | 5   | 6 | 2 | 1 | 3 | 6  | 10 | -4 |               |
| 4   | Operário VG | 5   | 6 | 1 | 3 | 2 | 6  | 6  | 0  |               |

### Grupo O
| Pos | Equipes     | Pts | J | V | E | D | GP | GC | SG | Classificação |
| --- | ----------- | --- | - | - | - | - | -- | -- | -- | ------------- |
| 1   | Náutico     | 7   | 6 | 3 | 1 | 2 | 8  | 8  | 0  | Terceira Fase |
| 2   | Corinthians | 7   | 6 | 2 | 3 | 1 | 8  | 7  | +1 | Terceira Fase |
| 3   | Santa Cruz  | 7   | 6 | 2 | 3 | 1 | 6  | 4  | +2 |               |
| 4   | Treze       | 3   | 6 | 0 | 3 | 3 | 2  | 5  | -3 |               |

## Terceira fase
Esta fase foi disputada por 16 clubes: 15 clubes classificados na segunda fase mais o campeão da Taça CBF (Série B), que foi o Uberlândia. Estes foram divididos em quatro grupos com quatro equipes em cada. Classificaram-se para as quartas de final os dois primeiros colocados de cada grupo.

### Grupo P
| Pos | Equipes     | Pts | J | V | E | D | GP | GC | SG | Classificação    |
| --- | ----------- | --- | - | - | - | - | -- | -- | -- | ---------------- |
| 1   | Fluminense  | 10  | 6 | 4 | 2 | 0 | 9  | 3  | +6 | Quartas de Final |
| 2   | Portuguesa  | 5   | 6 | 1 | 3 | 2 | 7  | 9  | -2 | Quartas de Final |
| 3   | Operário-MS | 5   | 6 | 1 | 3 | 2 | 5  | 7  | -2 |                  |
| 4   | Santo André | 4   | 6 | 0 | 4 | 2 | 3  | 5  | -2 |                  |

### Grupo Q
| Pos | Equipes       | Pts | J | V | E | D | GP | GC | SG  | Classificação    |
| --- | ------------- | --- | - | - | - | - | -- | -- | --- | ---------------- |
| 1   | Vasco da Gama | 10  | 6 | 4 | 2 | 0 | 9  | 1  | +8  | Quartas de Final |
| 2   | Coritiba      | 7   | 6 | 2 | 3 | 1 | 5  | 4  | +1  | Quartas de Final |
| 3   | Uberlândia1   | 6   | 6 | 2 | 2 | 2 | 4  | 3  | +1  |                  |
| 4   | Fortaleza     | 1   | 6 | 0 | 1 | 5 | 3  | 13 | -10 |                  |

### Grupo R
| Pos | Equipes  | Pts | J | V | E | D | GP | GC | SG | Classificação    |
| --- | -------- | --- | - | - | - | - | -- | -- | -- | ---------------- |
| 1   | Flamengo | 8   | 6 | 3 | 2 | 1 | 9  | 4  | +5 | Quartas de Final |
| 2   | Náutico  | 7   | 6 | 3 | 1 | 2 | 9  | 9  | 0  | Quartas de Final |
| 3   | Santos   | 6   | 6 | 2 | 2 | 2 | 8  | 7  | +1 |                  |
| 4   | America  | 3   | 6 | 0 | 3 | 3 | 3  | 9  | -6 |                  |

### Grupo S
| Pos | Equipes             | Pts | J | V | E | D | GP | GC | SG | Classificação    |
| --- | ------------------- | --- | - | - | - | - | -- | -- | -- | ---------------- |
| 1   | Grêmio              | 9   | 6 | 3 | 3 | 0 | 10 | 4  | +6 | Quartas de Final |
| 2   | Corinthians         | 8   | 6 | 3 | 2 | 1 | 10 | 3  | +7 | Quartas de Final |
| 3   | Atlético Paranaense | 5   | 6 | 1 | 3 | 2 | 5  | 9  | -4 |                  |
| 4   | Goiás               | 2   | 6 | 0 | 2 | 4 | 2  | 11 | -9 |                  |

## Fase final
A Fase final consistiu em - Quartas de final, Semifinal e Final-  disputada em sistema eliminatório de dois jogos, cabendo ao clube de melhor campanha na fase imediatamente anterior o benefício do mando de campo no segundo jogo. No caso de empate na soma dos resultados, classificou-se o clube de melhor campanha em todo o campeonato. A partir das Quartas de Final todos os jogos passariam a ser no maior estádio do estado do clube mandante, respeitando as normas de segurança e a capacidade mínima exigida. Na final, em caso de uma vitória para cada lado ou dois empates, poderia ser realizada uma terceira partida de desempate no mesmo local do segundo jogo, esta que, em caso da persistência do empate, poderia ser definida na prorrogação ou na disputa de pênaltis.
|  | Quartas-de-final | Quartas-de-final | Quartas-de-final | Quartas-de-final |   |               | Semifinal | Semifinal | Semifinal | Semifinal |  |            | Final | Final | Final | Final |  |  |
|  |                  |                  |                  |                  |   |               |           |           |           |           |  |            |       |       |       |       |  |  |
|  |                  |                  |                  |                  |   |               |           |           |           |           |  |            |       |       |       |       |  |  |
|  | Coritiba         | 2                | 0                | 2                |   |               |           |           |           |           |  |            |       |       |       |       |  |  |
|  | Fluminense       | 2                | 5                | 7                |   |               |           |           |           |           |  |            |       |       |       |       |  |  |
|  | Fluminense       | 2                | 5                | 7                |   | Fluminense    | 2         | 0         | 2         |           |  |            |       |       |       |       |  |  |
|  |                  |                  |                  |                  |   | Fluminense    | 2         | 0         | 2         |           |  |            |       |       |       |       |  |  |
|  |                  | Corinthians      | 0                | 0                | 0 |               |           |           |           |           |  |            |       |       |       |       |  |  |
|  | Flamengo         | Corinthians      | 0                | 0                | 0 | 2             | 1         | 3         |           |           |  |            |       |       |       |       |  |  |
|  | Flamengo         |                  |                  |                  |   | 2             | 1         | 3         |           |           |  |            |       |       |       |       |  |  |
|  | Corinthians      | 0                | 4                | 4                |   |               |           |           |           |           |  |            |       |       |       |       |  |  |
|  | Corinthians      | 0                | 4                | 4                |   |               |           |           |           |           |  | Fluminense | 1     | 0     | 1     |       |  |  |
|  |                  |                  |                  |                  |   |               |           |           |           |           |  | Fluminense | 1     | 0     | 1     |       |  |  |
|  |                  | Vasco da Gama    | 0                | 0                | 0 |               |           |           |           |           |  |            |       |       |       |       |  |  |
|  | Portuguesa       | Vasco da Gama    | 0                | 0                | 0 | 2             | 3         | 5         |           |           |  |            |       |       |       |       |  |  |
|  | Portuguesa       |                  |                  |                  |   | 2             | 3         | 5         |           |           |  |            |       |       |       |       |  |  |
|  | Vasco da Gama    | 5                | 4                | 9                |   |               |           |           |           |           |  |            |       |       |       |       |  |  |
|  | Vasco da Gama    | 5                | 4                | 9                |   | Vasco da Gama | 0         | 3         | 3         |           |  |            |       |       |       |       |  |  |
|  |                  |                  |                  |                  |   | Vasco da Gama | 0         | 3         | 3         |           |  |            |       |       |       |       |  |  |
|  |                  | Grêmio           | 1                | 0                | 1 |               |           |           |           |           |  |            |       |       |       |       |  |  |
|  | Náutico          | Grêmio           | 1                | 0                | 1 | 2             | 1         | 3         |           |           |  |            |       |       |       |       |  |  |
|  | Náutico          |                  |                  |                  |   | 2             | 1         | 3         |           |           |  |            |       |       |       |       |  |  |
|  | Grêmio           | 3                | 3                | 6                |   |               |           |           |           |           |  |            |       |       |       |       |  |  |

Em itálico, os times que possuem o mando de campo no primeiro jogo do confronto.

## A decisão
Pela primeira vez, a final do Campeonato Brasileiro ocorreu entre dois clubes cariocas, refletindo o forte futebol do Rio de Janeiro durante boa parte da década de 1980. Grêmio, terceiro colocado, e Corinthians, quarto, foram os outros semifinalistas. A final da Copa Brasil de 1984 foi disputada em duas partidas, cada uma com mando de um dos finalistas. Como ambos os clubes eram da cidade do Rio de Janeiro, os dois jogos foram disputados no Estádio do Maracanã. A renda do 2º jogo da final foi de Cr$638.160.000,00 e estabeleceu o novo recorde brasileiro de renda em jogos de futebol, na época.
| 24 de maio de 1984 | Vasco da Gama | 0x1 | Fluminense   | Maracanã, Rio de Janeiro                   |
|                    |               |     | Romerito 23' | Público: 63 156 Árbitro: Luís Carlos Félix |

- Vasco: Roberto Costa; Edevaldo, Ivan, Daniel González e Aírton; Pires, Arturzinho e Mário (Geovani); Mauricinho (Jussiê), Roberto Dinamite e Marquinho. Técnico: Edu.
- Fluminense: Paulo Vítor, Aldo, Duílio, Ricardo Gomes e Renato; Jandir, Delei (Renê) e Assis; Romerito, Washington (Wilsinho) e Tato. Técnico: Carlos Alberto Parreira.

| 27 de maio de 1984 | Fluminense | 0x0 | Vasco da Gama | Maracanã, Rio de Janeiro                       |
|                    |            |     |               | Público: 128 781 Árbitro: Romualdo Arppi Filho |

- Fluminense: Paulo Vítor; Aldo, Duílio, Ricardo Gomes e Branco; Jandir, Delei e Assis; Romerito, Washington e Tato. Técnico: Carlos Alberto Parreira.
- Vasco: Roberto Costa; Edevaldo, Ivan, Daniel González e Aírton; Pires, Arturzinho e Mário; Jussiê (Marcelo), Roberto Dinamite e Marquinho. Técnico: Edu.

## Premiações

### Campeão
O time do Fluminense, campeão desta edição, time com a melhor campanha do campeonato e que não tomaria gol nos últimos e decisivos 5 jogos, seria ainda tricampeão carioca em 1983/84/85, considerando os seus títulos oficiais de maior expressão nesse período, e assim como os melhores times do Fluminense desde 1970, e até então, receberia a alcunha de "Máquina Tricolor". Em algum momento de suas carreiras jogaram na Seleção Brasileira principal, Paulo Vítor, Getúlio, Ricardo Gomes, Branco, Jandir,  Deley, Assis, Washington, Tato, Wilsinho e o técnico Parreira, que seria campeão da Copa do Mundo de 1994, assim como Branco,[carece de fontes?] além de Romerito, destaque da Seleção Paraguaia. Duílio, embora não tenha jogado, foi convocado para a Seleção Brasileira em 1979, e Aldo foi convocado em 1985 para começar os preparatórios para a Copa do Mundo de 1986, quando quebrou a tíbia e acabou afastado da Seleção. Compondo o elenco, Leomir e Paulinho passaram pela Seleção Brasileira Sub 20,[carece de fontes?] Edson Souza e Renê pela Seleção Brasileira Olímpica.
| Campeonato Brasileiro de Futebol de 1984     |
| Rio de Janeiro                               |
| -------------------------------------------- |
| Fluminense Football Club Campeão (2° título) |

### XVBola de Prata
Na 15ª edição do concurso promovido pela revista Placar, foram estes os premiados:
| Prêmio        | Jogador (Clube) |
| ------------- | --- |
| Bola de Ouro  | Roberto Costa (Vasco da Gama) - Goleiro |
| Bola de Prata | Édson (Corinthians) - Lateral-direito Ivan (Vasco da Gama) - Central De León (Grêmio) - Quarto-zagueiro Júnior (Flamengo) - Lateral-esquerdo Romerito (Fluminense)- Armador Pires (Vasco da Gama) - Volante Assis (Fluminense) - Ponta-de-lança Renato Gaúcho (Grêmio) - Ponta-direita Roberto Dinamite (Vasco da Gama) - Centroavante Tato (Fluminense) - Ponta-esquerda |
| Artilheiro    | Roberto Dinamite (Vasco da Gama) |

## Classificação final
| Pos | Equipes             | Pts | J  | V  | E  | D  | GP | GC | SG  | Classificação                                     |
| --- | ------------------- | --- | -- | -- | -- | -- | -- | -- | --- | ------------------------------------------------- |
| 1   | Fluminense          | 39  | 26 | 15 | 9  | 2  | 37 | 13 | +24 | Finalistas e classificados à Libertadores de 1985 |
| 2   | Vasco da Gama       | 33  | 26 | 14 | 5  | 7  | 51 | 20 | +31 | Finalistas e classificados à Libertadores de 1985 |
| 3   | Grêmio              | 34  | 24 | 14 | 6  | 4  | 39 | 19 | +20 | Eliminados nas semifinais                         |
| 4   | Corinthians         | 28  | 24 | 9  | 10 | 5  | 31 | 19 | +12 | Eliminados nas semifinais                         |
| 5   | Flamengo            | 29  | 22 | 11 | 7  | 4  | 32 | 20 | +12 | Eliminados nas Quartas de Final                   |
| 6   | Náutico             | 24  | 22 | 10 | 4  | 8  | 30 | 31 | -1  | Eliminados nas Quartas de Final                   |
| 7   | Portuguesa          | 22  | 22 | 7  | 8  | 7  | 29 | 25 | +4  | Eliminados nas Quartas de Final                   |
| 8   | Coritiba(2)         | 19  | 22 | 7  | 5  | 10 | 26 | 36 | -10 | Eliminados nas Quartas de Final                   |
| 9   | Santos              | 28  | 20 | 11 | 6  | 3  | 39 | 16 | +23 | Eliminados nas Terceira Fase                      |
| 10  | Santo André         | 23  | 20 | 8  | 7  | 5  | 25 | 19 | +6  | Eliminados nas Terceira Fase                      |
| 11  | Atlético Paranaense | 21  | 20 | 7  | 7  | 6  | 24 | 21 | +3  | Eliminados nas Terceira Fase                      |
| 12  | America-RJ          | 21  | 20 | 7  | 7  | 6  | 25 | 23 | +2  | Eliminados nas Terceira Fase                      |
| 13  | Operário-MS         | 21  | 20 | 7  | 7  | 6  | 25 | 23 | +2  | Eliminados nas Terceira Fase                      |
| 14  | Goiás               | 17  | 20 | 6  | 5  | 9  | 24 | 30 | -6  | Eliminados nas Terceira Fase                      |
| 15  | Fortaleza           | 16  | 20 | 5  | 6  | 9  | 17 | 32 | -15 | Eliminados nas Terceira Fase                      |
| 16  | Uberlândia(1)       | 6   | 6  | 2  | 2  | 2  | 4  | 3  | +1  | Eliminados nas Terceira Fase                      |
| 17  | São Paulo           | 18  | 14 | 6  | 6  | 2  | 23 | 14 | +9  | Eliminados na Segunda Fase                        |
| 18  | Santa Cruz          | 18  | 14 | 6  | 6  | 2  | 17 | 10 | +7  | Eliminados na Segunda Fase                        |
| 19  | Atlético Mineiro    | 17  | 14 | 7  | 3  | 4  | 24 | 12 | +12 | Eliminados na Segunda Fase                        |
| 20  | Palmeiras           | 17  | 14 | 6  | 5  | 3  | 30 | 16 | +14 | Eliminados na Segunda Fase                        |
| 21  | Botafogo            | 15  | 14 | 5  | 5  | 4  | 14 | 11 | +3  | Eliminados na Segunda Fase                        |
| 22  | Internacional       | 14  | 14 | 3  | 8  | 3  | 17 | 10 | +7  | Eliminados na Segunda Fase                        |
| 23  | Brasil de Pelotas   | 13  | 14 | 4  | 5  | 5  | 11 | 18 | -7  | Eliminados na Segunda Fase                        |
| 24  | Operário VG         | 12  | 14 | 4  | 4  | 6  | 16 | 21 | -5  | Eliminados na Segunda Fase                        |
| 25  | Joinville(2)        | 12  | 14 | 4  | 4  | 6  | 10 | 18 | -8  | Eliminados na Segunda Fase                        |
| 26  | Bahia               | 11  | 14 | 3  | 5  | 6  | 12 | 21 | -9  | Eliminados na Segunda Fase                        |
| 27  | CRB                 | 11  | 14 | 3  | 5  | 6  | 6  | 19 | -13 | Eliminados na Segunda Fase                        |
| 28  | ABC                 | 10  | 14 | 4  | 2  | 8  | 14 | 24 | -10 | Eliminados na Segunda Fase                        |
| 29  | Treze(2)            | 9   | 14 | 2  | 5  | 7  | 9  | 16 | -7  | Eliminados na Segunda Fase                        |
| 30  | Tuna Luso(2)        | 8   | 8  | 2  | 4  | 2  | 6  | 15 | -9  | Eliminados na repescagem                          |
| 31  | Rio Branco-ES(2)    | 6   | 8  | 3  | 0  | 5  | 10 | 17 | -7  | Eliminados na repescagem                          |
| 32  | Auto Esporte-PI(2)  | 6   | 8  | 3  | 0  | 5  | 10 | 17 | -7  | Eliminados na repescagem                          |
| 33  | Ferroviário(2)      | 4   | 8  | 1  | 2  | 5  | 2  | 16 | -14 | Eliminados na repescagem                          |
| 34  | Cruzeiro            | 6   | 8  | 2  | 2  | 4  | 16 | 13 | +3  | Eliminados na Primeira Fase                       |
| 35  | Bangu               | 6   | 8  | 1  | 4  | 3  | 4  | 7  | -3  | Eliminados na Primeira Fase                       |
| 36  | Anapolina           | 6   | 8  | 1  | 4  | 3  | 3  | 13 | -10 | Eliminados na Primeira Fase                       |
| 37  | Moto Club           | 4   | 8  | 1  | 2  | 5  | 7  | 14 | -7  | Eliminados na Primeira Fase                       |
| 38  | Nacional-AM         | 4   | 8  | 0  | 4  | 4  | 5  | 11 | -6  | Eliminados na Primeira Fase                       |
| 39  | Confiança           | 2   | 8  | 1  | 0  | 7  | 5  | 14 | -9  | Eliminados na Primeira Fase                       |
| 40  | Catuense            | 2   | 8  | 0  | 2  | 6  | 4  | 16 | -12 | Eliminados na Primeira Fase                       |
| 41  | Brasília            | 0   | 8  | 0  | 0  | 8  | 4  | 24 | -20 | Eliminados na Primeira Fase                       |

1: O Uberlândia, campeão da Série B, entrou na disputa diretamente na terceira fase.
2: De acordo com o regulamento, os resultados dos jogos da repescagem não fazem parte da tabela de classificação.

## Maiores goleadas
Quatorze partidas tiveram pelo menos cinco gols de diferença entre os times.[carece de fontes?]
1. Vasco da Gama 9–0 Tuna Luso, 19 de fevereiro.
2. Palmeiras 7–0 CRB, 30 de março.
3. Vasco 6–0 Joinville, 25 de março.
4. Atlético Mineiro 6–0 Bahia, 15 de fevereiro.
5. Operário-MT 6–1 Anapolina, 26 de fevereiro.
6. Fluminense 5–0 Coritiba, 6 de maio.
7. Corinthians 5–0 Goiás, 14 de abril.
8. Atlético Paranaense 5–0 ABC, 11 de março.
9. Grêmio 5–0 Coritiba, 29 de fevereiro.
10. Portuguesa 5–0 Auto Esporte, 12 de fevereiro.
11. São Paulo 5–0 Fortaleza, 5 de fevereiro.
12. Internacional 5–0 Anapolina, 1 de fevereiro.
13. Ferroviário 0–5 Santos, 23 de fevereiro.

## Principais artilheiros
| Gols | Jogador (Clube) |
| ---- | --- |
| 16   | Roberto Dinamite (Vasco da Gama) |
| 14   | Arturzinho (Vasco da Gama) |
| 12   | Lusinho (America-RJ) Serginho (Santos) |
| 11   | Lima (Operário-MS) |
| 10   | Lela (Corinthians) Tarciso (Grêmio FBPA) |
| 9    | Reinaldo (Palmeiras) Baiano (Náutico Washington (Fluminense) Assis (Fluminense)                                                                              |
| 8    | Éverton (Atlético Mineiro) Mosca (Operário-VG) Ronaldo (Santos)                                                                                              |
| 7    | Silva (ABC) Sócrates (Corinthians) Casagrande (Corinthians) Carlinhos Maracanã (Coritiba) Osváldo (Grêmio FBPA) Mendonça (Portuguesa) Arildo (Rio Branco-ES) |

## Maiores públicos
Acima de 90.000 presentes, os demais que não constem listados os públicos pagantes e presentes, a referência é aos pagantes.[carece de fontes?]
1. Fluminense 0–0 Vasco, 128.781, 27 de maio de 1984, Maracanã.
2. Corinthians 4–1 Flamengo, 123.435, 6 de maio de 1984, Morumbi (115.002 pagantes).
3. Fluminense 0–0 Corinthians, 118.370, 20 de maio de 1984, Maracanã.
4. Vasco 3–0 Grêmio, 110.877, 19 de maio de 1984, Maracanã.
5. Flamengo 2–0 Corinthians, 98.656, 29 de abril de 1984, Maracanã.
6. Corinthians 0–2 Fluminense, 95.392, 13 de maio de 1984, Morumbi (90.560 pagantes).